# Anastasija Smirnowa
Anastasija Andriejewna Smirnowa (ros.: Анастасия Андреевна Смирнова; ur. 11 września 2002 w Czusowoju) – rosyjska narciarka dowolna, specjalizująca się w jeździe po muldach, brązowa medalistka olimpijska, dwukrotna medalistka mistrzostw świata.

## Kariera
Po raz pierwszy na arenie międzynarodowej pojawiła się 19 marca 2016 roku w Czusowoju, gdzie w zawodach FIS zajęła czwarte miejsce w jeździe po muldach. W 2017 roku zdobyła srebro w jeździe po muldach i brąz w muldach podwójnych na mistrzostwach świata juniorów w Chiesa in Valmalenco. Podczas rozgrywanych dwa lata później mistrzostw świata juniorów w tej samej miejscowości zwyciężyła w muldach podwójnych. Ponadto na mistrzostwach świata juniorów w Kranojarsku w 2021 roku wywalczyła brązowe medale w obu konkurencjach.
W Pucharze Świata zadebiutowała 11 lutego 2017 roku w Pjongczangu, gdzie zajęła 32. miejsce w jeździe po muldach. Pierwsze punkty zdobyła 7 grudnia 2018 roku w Ruce, zajmując 14. miejsce w tej konkurencji. Pierwszy raz na podium zawodów pucharowych stanęła 25 stycznia 2020 roku w Mont-Tremblant, kończąc rywalizację w jeździe po muldach na trzeciej pozycji, za Francuzką Perrine Laffont i Juliją Gałyszewą z Kazachstanu. W 2021 roku wywalczyła złoto w muldach podwójnych i brąz w jeździe po muldach na mistrzostwach świata w Ałmaty.
W 2022 na zimowych igrzyskach olimpijskich w Pekinie wywalczyła brązowy medal w konkurencji jazdy po muldach.

## Osiągnięcia

### Igrzyska olimpijskie
| Miejsce | Dzień    | Rok  | Miejscowość | Konkurencja      | Zwyciężczyni   |
| ------- | -------- | ---- | ----------- | ---------------- | -------------- |
| 3.      | 6 lutego | 2022 | Pekin       | Jazda po muldach | Jakara Anthony |

### Mistrzostwa świata
| Miejsce | Dzień    | Rok  | Miejscowość | Konkurencja      | Zwyciężczyni     |
| ------- | -------- | ---- | ----------- | ---------------- | ---------------- |
| 4.      | 8 lutego | 2019 | Deer Valley | Jazda po muldach | Julija Gałyszewa |
| 9.      | 9 lutego | 2019 | Deer Valley | Muldy podwójne   | Perrine Laffont  |
| 3.      | 8 marca  | 2021 | Ałmaty      | Jazda po muldach | Perrine Laffont  |
| 1.      | 9 marca  | 2021 | Ałmaty      | Muldy podwójne   | –                |

### Puchar Świata

#### Pozycje w klasyfikacji generalnej
- sezon 2018/2019: 79.
- sezon 2019/2020: 39.

Od sezonu 2020/2021 klasyfikacja jazdy po muldach jest jednocześnie klasyfikacją generalną.
- sezon 2020/2021: 13.
- sezon 2021/2022: 20.

#### Miejsca na podium
1. Mont-Tremblant – 25 stycznia 2020 (jazda po muldach) – 3. miejsce
2. Ruka – 5 grudnia 2020 (jazda po muldach) – 3. miejsce
3. L’Alpe d’Huez – 18 grudnia 2021 (muldy podwójne) – 2. miejsce